# 1719 w muzyce
Wydarzenia muzyczne w 1719 roku.

## Dzieła
- Johann Sebastian Bach – V Koncert brandenburski D-dur
- Jan Dismas Zelenka – Missa Corporis Domini

## Dzieła operowe
- Antonio Lotti – Teofane
- Antonio Lotti – Li quattro elementi
- Alessandro Scarlatti – Marco Attilio Regolò
- Antonio Vivaldi – Teuzzone

## Urodzili się
- 14 listopada – Leopold Mozart, niemiecki skrzypek i kompozytor (zm. 1787)

## Zmarli
- maj – John Lenton, angielski kompozytor, skrzypek i śpiewak (ur. 1657)
- lipiec – Johann Valentin Meder, niemiecki kompozytor, organista i śpiewak (ur. 1649)
- 29 lipca – Arp Schnitger, niemiecki organmistrz (ur. 1648)